# Оксид родия(III)
Оксид родия(III) Rh2O3 — неорганическое вещество со структурой корунда. Не растворим в воде, кислотах и царской водке. Является наиболее распространённым из оксидов родия. 

## Физические свойства
Оксид родия(III) представляет собой парамагнитное чёрно-серое твердое вещество без запаха. Имеет кристаллическую структуру. Может существовать в форме пентагидрата (Rh2O3*5H2O) жёлтого цвета.

## Химические свойства
Восстанавливается до металлического родия водородом при нагревании:
{\displaystyle {\ce {Rh2O3 + 3H2 ->[t] 2Rh + 3H2O}}}
Разлагается на родий и кислород при сильном нагревании:
{\displaystyle {\ce {2Rh2O3 ->[t] 4Rh + 3O2}}}
Является окислителем.

## Получение
Оксид родия (lll) получают нагреванием порошкообразного родия. Мелко измельчённый родий медленно окисляется только при температуре выше 600 °C.
{\displaystyle {\ce {4Rh + 3O2 ->[t] 2Rh2O3}}}
Также оксид родия(III) можно получить разложением солей родия(III), например нитрата родия(III) или хлорида родия(III) при температурах свыше 800 °C.

## Применение
Используется как важный прекурсор родия и его соединений.
Может использоваться как катализатор гидроформилирования алкенов.